# 鉄西区 (四平市)
鉄西区（てつせい-く）は中華人民共和国吉林省四平市に位置する市轄区。

## 行政区画
5街道、1郷を管轄：
- 街道弁事処：仁興街道、英雄街道、站前街道、北溝街道、地直街道
- 郷：平西郷

## 交通

### 鉄道
- 中国国家鉄路集団
  - 四平駅 - 京哈線、平斉線、四梅線の接続駅

### 道路
- 高速道路
  -  集双高速道路（中国語版）
- 国道
  -  G102国道
  -  G232国道（中国語版）
  -  G303国道